# 徐坊
徐坊（1864年2月24日—1916年8月29日），字梧生、士言，室名歸樸草堂。山東省臨清州人。父咸豐十年進士廣西巡撫徐延旭。光緒27年-宣統3年學部國子丞，京師圖書館副監督，宣統3年加太子少保銜。辛亥後召為毓慶宮行走，宣統五年八月二十二日（1913年9月22日）上諭：「前學部國子丞徐坊，著在毓慶宮行走，並著加恩賞給二品銜、在紫禁城內騎馬，欽此。」，宣統六年正月十二日（1914年2月6日）：「徐坊著加恩賞食二品俸」，同年十二月十六日（1915年1月30日），「在紫禁城內乘二人暖轎」，二十九日（1915年2月12日），「賞穿帶膆貂挂」。民國五年（1916年）卒，年53，廢帝溥儀追諡“忠勤”，派貝勒載潤往奠，追贈太子少保，賞陀羅經被，賞銀三千圓治喪，子徐鍾蒧賞乾清門三等侍衛。

## 延伸阅读
[在维基数据编辑]
 《清史稿/卷472》，出自趙爾巽《清史稿》
 在维基共享资源阅览影像